# Jolotichán
Jolotichán är en ort i Mexiko.   Den ligger i kommunen San Luis Acatlán och delstaten Guerrero, i den södra delen av landet, 300 km söder om huvudstaden Mexico City. Jolotichán ligger 281 meter över havet och antalet invånare är 1 550.
Terrängen runt Jolotichán är kuperad åt nordost, men åt sydväst är den platt. Runt Jolotichán är det ganska glesbefolkat, med 34 invånare per kvadratkilometer. Närmaste större samhälle är San Luis Acatlán, 6,1 km norr om Jolotichán. Omgivningarna runt Jolotichán är en mosaik av jordbruksmark och naturlig växtlighet.